# Ariana (Tunisia)
Ariana (in arabo  أريانة) è una città della Tunisia, posta in una vasta piana circondata dalla spiagge di Raoued e di Gammarth, dalla città di Cartagine e dalla collina di Sidi Bou Saïd.
Il nome della città non è un vocabolo arabo, ma sembra risalire al periodo del regno Vandalo in Africa: i Vandali, infatti, erano di fede ariana.
Le origini della città risalgono agli Ziriti. Il sultano hafside Muhammad I al-Mustansir ne fece la residenza dell'aristocrazia ebraica sefardita e musulmana andalusa rifugiatasi in Tunisia nel XIII secolo.

## Amministrazione

### Gemellaggi
Ariana è gemellata con:
- Grasse